# Шурко Леонід Терентійович
Леонід Терентійович Шурко (2 березня 1962, с. Коритна Ярмолинецького району Хмельницької області — 5 грудня 2008) — український фольклорист, педагог, доцент кафедри фольклористики Інституту філології Київського університету ім. Шевченка.

## Життєпис
Леонід народився в селі Коритна Ярмолинецького району Хмельницької області. 1986 року закінчив відділення української мови і літератури філологічного факультету Київського університету ім. Шевченка та був рекомендований в аспірантуру (навчався в аспірантурі в Інституті Літератури АН АзРСР).
З 1989 року працював в Київському університеті завідувачем Науково-методичного центру фольклору та етнографії, асистентом, доцентом кафедри фольклористики, заступником директора Інституту філології з виховної роботи.
Леонід Шурко є лауреатом літературно-мистецької премії ім. Олени Пчілки в галузі літератури для дітей 1992 року (за укладання «Біблії для дітей»).
У 1992 разом із Дунаєвською Л. Ф., Бойком В. Г. та Таланчук О. М. заснував кафедру фольклористики в Інституті філології Київського національного університету імені Тараса Шевченка.
У 2002 році успішно захистив кандидатську дисертацію з проблеми типології образу землі у світовому епосі («Образ землі в українському та світовому народному героїчному епосі»).
У 2007 році — лауреат премії імені Павла Чубинського.
Леонід Шурко є автором слів гімну Київського національного університету імені Тараса Шевченка.

## Наукова та педагогічна діяльність
Леонід Шурко займався дослідженням світового й українського героїчного епосу, зокрема проблемою типології образу землі, компаративним вивченням української народної епіки. Є автором низки наукових публікацій, як-то: «Різдвяне дійство» (1989), «Епічна земля в українському народному світогляді» (2001), «Знаки землі в огузькому народному епосі „Кітабі дедем Коркут"» (2001), «До питання „епічної землі“ в героїчному епосі» (2002), «Геоетнічні ознаки епічного побуту» (2002).
Упорядкував 4 наукових збірників «Література. Фольклор. Проблеми поетики», уклав програми семінарських занять із фольклору, з фольклорної практики, із світового героїчного епосу.
Леонід Шурко мав великий педагогічний стаж (з 1986 року працював викладачем української мови та літератури у середній загальноосвітній школі, у вищій школі — з 1989 року). Він викладав курси з народної усно-поетичної творчості, історії фольклористики, епосу народів світу, зарубіжного фольклору, керує фольклорною практикою студентів. Ним розроблений спецкурс «Проблема героїчного в українському епосі та літературі».
Впродовж 15 років займався польовими дослідженнями сучасного українського фольклору, був керівником фольклорної практики студентів філологічного факультету.

### Наукові розвідки
- Невичерпне джерело виховання. До питання азербайджанської народної епіки //Література. Діти. Час. — К.: «Веселка», 1989.
- Різдвяне дійство // Українська мова та література в школі. — К.: 1989. № 12.
- Епічна земля в українському народному світогляді // Вісник Міжнародного інституту лінгвістики та права. — К.: 2001. № 3.
- Знаки землі в огузькому народному епосі «Кітабі дедем Коркут» // Фольклор. Література. Проблеми поетики. — К.: 2001. № 3.
- До питання «епічної землі» в героїчному епосі // Література. Фольклор. Проблеми поетики. — К.: 2002. № 11.
- Геоетнічні ознаки епічного побуту // Література. Фольклор. Проблеми поетики. — К.: 2002. № 12.

### Педагогічні праці
- Програма та методичні рекомендації до фольклорної практики / Упоряд. Дунаєвська Л., Шурко Л.// Видавництво Інституту математики НАН України. — К., 2000.

### Інші роботи
- Біблія для дітей / Упор. та обробка текстів Л.Шурко, примітки та коментарі А.Нікула — К.: «Веселка», 1992.
- Біблія для сімейного читання з коментарями та ілюстраціями / Упорядкування та обробка текстів Л.Шурко, І.Білаш. Примітки та коментарі А.Нікулса. — К.: Грані — Т, 2008. — 144 стор з іл.